# Red Bull Air Race World Series seizoen 2018

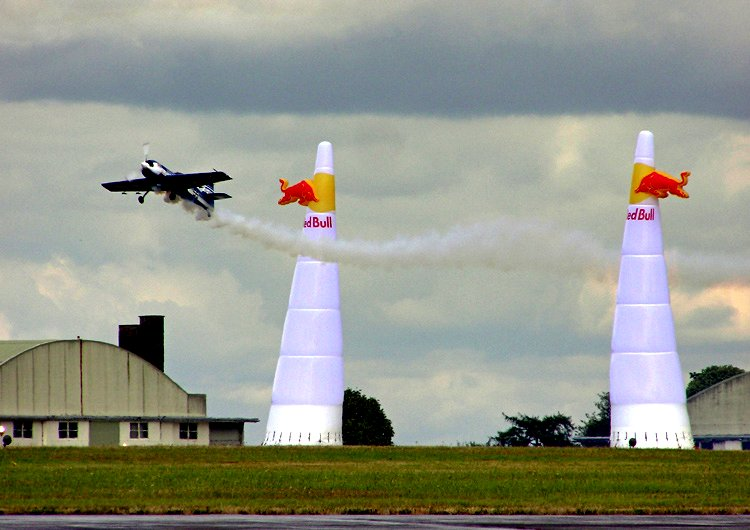
Red Bull Air Race

Het seizoen 2018 van de Red Bull Air Race World Series was het dertiende Red Bull Air Race World Series-seizoen. Er werden acht wedstrijden gehouden.

## Kalender
Op 8 november 2017 werd de kalender bekendgemaakt.
| 2018 Red Bull Air Race World Series | 2018 Red Bull Air Race World Series                | 2018 Red Bull Air Race World Series | 2018 Red Bull Air Race World Series |
| Ronde                               | Locatie                                            | Datum                               |                                     |
| ----------------------------------- | -------------------------------------------------- | ----------------------------------- | ----------------------------------- |
| 1                                   | Abu Dhabi                                          | 2-3 februari                        |                                     |
| 2                                   | Cannes                                             | 21-22 april                         |                                     |
| 3                                   | Chiba                                              | 26-27 mei                           |                                     |
| 4                                   | Boedapest                                          | 23-24 juni                          |                                     |
| 5                                   | Kazan                                              | 25-26 augustus                      |                                     |
| 6                                   | Wiener Neustadt                                    | 15-16 september                     |                                     |
| 7                                   | Indianapolis Motor Speedway, Indianapolis, Indiana | 6-7 oktober                         |                                     |
| 8                                   | Texas Motor Speedway, Fort Worth, Texas            | 17-18 november                      |                                     |

## Deelnemers

### Master Class
- Peter Podlunšek is vervangen door Ben Murphy.

| Nr. | Piloot            | Vliegtuig         | Ronden |
| --- | ----------------- | ----------------- | ------ |
| 5   | Cristian Bolton   | Zivko Edge 540 V2 | Alle   |
| 11  | Mikaël Brageot    | MX Aircraft MXS   | Alle   |
| 10  | Kirby Chambliss   | Zivko Edge 540 V3 | Alle   |
| 21  | Matthias Dolderer | Zivko Edge 540 V3 | Alle   |
| 99  | Michael Goulian   | Zivko Edge 540 V2 | Alle   |
| 95  | Matt Hall         | Zivko Edge 540 V3 | Alle   |
| 27  | Nicolas Ivanoff   | Zivko Edge 540 V3 | Alle   |
| 18  | Petr Kopfstein    | Zivko Edge 540 V3 | Alle   |
| 12  | François Le Vot   | Zivko Edge 540 V2 | Alle   |
| 84  | Pete McLeod       | Zivko Edge 540 V3 | Alle   |
| 31  | Yoshihide Muroya  | Zivko Edge 540 V3 | Alle   |
| 24  | Ben Murphy        | Zivko Edge 540 V2 | Alle   |
| 8   | Martin Šonka      | Zivko Edge 540 V3 | Alle   |
| 26  | Juan Velarde      | Zivko Edge 540 V2 | Alle   |

### Challenger Class
- Alle piloten vliegen in een Zivko Edge 540 V2.
- Dario Costa en Patrick Davidson maken hun debuut in de Challenger Class.
- In Chiba werd de Challenger Class niet gehouden, terwijl in Wiener Neustadt twee rondes werden gehouden.

| Nr. | Piloot           | Ronden       |
| --- | ---------------- | ------------ |
| 33  | Mélanie Astles   | 2-4, 6       |
| 62  | Florian Bergér   | 1, 3, 7-8    |
| 7   | Kenny Chiang     | 3-8          |
| 48  | Kevin Coleman    | 1, 4-5, 7-8  |
| 32  | Dario Costa      | 1-2, 4, 6-7  |
| 6   | Luke Czepiela    | 1, 3-4, 6, 8 |
| 77  | Patrick Davidson | 1-2, 4-5, 7  |
| 78  | Daniel Genevey   | 1-3, 5, 7    |
| 17  | Daniel Ryfa      | 1-2, 5-6, 8  |
| 15  | Baptiste Vignes  | 2-3, 5-8     |

## Uitslagen

### Master Class
| Winnaar | Tweede | Derde | Punten gescoord | Geen punten gescoord | DSQ = Gediskwalificeerd | DNS = Niet gestart | DNF = Niet gefinisht |

| 2018 Red Bull Air Race World Series Uitslagen en stand | 2018 Red Bull Air Race World Series Uitslagen en stand | 2018 Red Bull Air Race World Series Uitslagen en stand | 2018 Red Bull Air Race World Series Uitslagen en stand | 2018 Red Bull Air Race World Series Uitslagen en stand | 2018 Red Bull Air Race World Series Uitslagen en stand | 2018 Red Bull Air Race World Series Uitslagen en stand | 2018 Red Bull Air Race World Series Uitslagen en stand | 2018 Red Bull Air Race World Series Uitslagen en stand | 2018 Red Bull Air Race World Series Uitslagen en stand | 2018 Red Bull Air Race World Series Uitslagen en stand |
| Pos.                                                   | Piloot                                                 | ABU                                                    | FRA                                                    | JAP                                                    | HON                                                    | RUS                                                    | OOS                                                    | VST                                                    | VST                                                    | Punten                                                 |
| ------------------------------------------------------ | ------------------------------------------------------ | ------------------------------------------------------ | ------------------------------------------------------ | ------------------------------------------------------ | ------------------------------------------------------ | ------------------------------------------------------ | ------------------------------------------------------ | ------------------------------------------------------ | ------------------------------------------------------ | ------------------------------------------------------ |
| 1                                                      | Martin Šonka                                           | 4                                                      | 8                                                      | 3                                                      | 1*                                                     | 1                                                      | 1                                                      | 10*                                                    | 1                                                      | 80                                                     |
| 2                                                      | Matt Hall                                              | 5                                                      | 1                                                      | 1                                                      | 3                                                      | 7                                                      | 3                                                      | 6                                                      | 2                                                      | 75                                                     |
| 3                                                      | Michael Goulian                                        | 1                                                      | 3*                                                     | 2*                                                     | 4                                                      | 2                                                      | 12                                                     | 1                                                      | 8                                                      | 73                                                     |
| 4                                                      | Mikaël Brageot                                         | 8                                                      | 5                                                      | 5                                                      | 2                                                      | 12                                                     | 4                                                      | 9                                                      | 6                                                      | 41                                                     |
| 5                                                      | Yoshihide Muroya                                       | 2                                                      | 4                                                      | 14                                                     | 11                                                     | 8                                                      | 2*                                                     | 12                                                     | 5                                                      | 40                                                     |
| 6                                                      | Kirby Chambliss                                        | 3                                                      | 12                                                     | 13                                                     | 10                                                     | 3                                                      | 8                                                      | 8                                                      | 3                                                      | 34                                                     |
| 7                                                      | Ben Murphy                                             | 6                                                      | 10                                                     | 11                                                     | 8                                                      | 5                                                      | 13                                                     | 4                                                      | 4                                                      | 29                                                     |
| 8                                                      | Pete McLeod                                            | 14                                                     | 7                                                      | 4                                                      | 12                                                     | 11                                                     | 7                                                      | 2                                                      | 11                                                     | 27                                                     |
| 9                                                      | Juan Velarde                                           | 11                                                     | 6                                                      | 7                                                      | 13                                                     | 4                                                      | 11                                                     | 7                                                      | 7                                                      | 24                                                     |
| 10                                                     | Nicolas Ivanoff                                        | 10                                                     | 14                                                     | 12                                                     | 7                                                      | 10                                                     | 6                                                      | 3                                                      | 9                                                      | 22                                                     |
| 11                                                     | François Le Vot                                        | 7                                                      | 11                                                     | 6                                                      | 5                                                      | 6                                                      | 10                                                     | 14                                                     | 10                                                     | 22                                                     |
| 12                                                     | Matthias Dolderer                                      | 13*                                                    | 2                                                      | 8                                                      | DNS                                                    | 13*                                                    | 9                                                      | 17                                                     | 13*                                                    | 17                                                     |
| 13                                                     | Petr Kopfstein                                         | 9                                                      | 9                                                      | 9                                                      | 9                                                      | 9                                                      | 5                                                      | 13                                                     | 12                                                     | 16                                                     |
| 14                                                     | Cristian Bolton                                        | 12                                                     | 13                                                     | 10                                                     | 6                                                      | 14                                                     | 14                                                     | 5                                                      | 14                                                     | 12                                                     |
| Pos.                                                   | Piloot                                                 | ABU                                                    | FRA                                                    | JAP                                                    | HON                                                    | RUS                                                    | OOS                                                    | VST                                                    | VST                                                    | Punten                                                 |

### Challenger Class
De piloten moeten deelnemen aan ten minste drie evenementen, waarbij de beste vier resultaten en de seizoensfinale meetellen voor het kampioenschap.
| Winnaar | Tweede | Derde | Punten gescoord | Geen punten gescoord | DSQ = Gediskwalificeerd | DNS = Niet gestart | DNF = Niet gefinisht |

| 2018 Red Bull Air Race World Series Uitslagen en stand | 2018 Red Bull Air Race World Series Uitslagen en stand | 2018 Red Bull Air Race World Series Uitslagen en stand | 2018 Red Bull Air Race World Series Uitslagen en stand | 2018 Red Bull Air Race World Series Uitslagen en stand | 2018 Red Bull Air Race World Series Uitslagen en stand | 2018 Red Bull Air Race World Series Uitslagen en stand | 2018 Red Bull Air Race World Series Uitslagen en stand | 2018 Red Bull Air Race World Series Uitslagen en stand | 2018 Red Bull Air Race World Series Uitslagen en stand | 2018 Red Bull Air Race World Series Uitslagen en stand | 2018 Red Bull Air Race World Series Uitslagen en stand |
| Pos.                                                   | Piloot                                                 | ABU                                                    | FRA                                                    | HON                                                    | RUS                                                    | OOS                                                    | OOS                                                    | VST                                                    | VST                                                    | Drop                                                   | Punten                                                 |
| ------------------------------------------------------ | ------------------------------------------------------ | ------------------------------------------------------ | ------------------------------------------------------ | ------------------------------------------------------ | ------------------------------------------------------ | ------------------------------------------------------ | ------------------------------------------------------ | ------------------------------------------------------ | ------------------------------------------------------ | ------------------------------------------------------ | ------------------------------------------------------ |
| 1                                                      | Luke Czepiela                                          | 2                                                      |                                                        | 1                                                      | 6                                                      |                                                        | 2                                                      |                                                        | 1                                                      |                                                        | 36                                                     |
| 2                                                      | Florian Berger                                         | 1                                                      |                                                        | 2                                                      |                                                        |                                                        |                                                        | 1                                                      | 2                                                      |                                                        | 36                                                     |
| 3                                                      | Kevin Coleman                                          | 3                                                      |                                                        |                                                        | 1                                                      | 6                                                      |                                                        | 2                                                      | 3                                                      |                                                        | 30                                                     |
| 4                                                      | Baptiste Vignes                                        |                                                        | 2                                                      | 5                                                      |                                                        | 3                                                      | 3                                                      | 4                                                      | 4                                                      | 2                                                      | 28                                                     |
| 5                                                      | Kenny Chiang                                           |                                                        |                                                        | 6                                                      | 3                                                      | 1                                                      | 1                                                      | 7                                                      | 6                                                      |                                                        | 26                                                     |
| 6                                                      | Daniel Ryfa                                            | 5                                                      | 1                                                      |                                                        |                                                        | 2                                                      | 6                                                      |                                                        | 5                                                      |                                                        | 22                                                     |
| 7                                                      | Patrick Davidson                                       | 6                                                      | 5                                                      |                                                        | 2                                                      | 4                                                      |                                                        | 3                                                      |                                                        |                                                        | 20                                                     |
| 8                                                      | Mélanie Astles                                         |                                                        | 4                                                      | 4                                                      | 4                                                      |                                                        | 4                                                      |                                                        |                                                        |                                                        | 16                                                     |
| 9                                                      | Dario Costa                                            | 4                                                      | 3                                                      |                                                        | 5                                                      |                                                        | 5                                                      | 5                                                      |                                                        | 2                                                      | 14                                                     |
| 10                                                     | Daniel Genevey                                         | 7                                                      | 6                                                      | 3                                                      |                                                        | 5                                                      |                                                        | 6                                                      |                                                        |                                                        | 6                                                      |
| Pos.                                                   | Piloot                                                 | ABU                                                    | FRA                                                    | HON                                                    | RUS                                                    | OOS                                                    | OOS                                                    | VST                                                    | VST                                                    | Drop                                                   | Punten                                                 |